# LaserWriter Plus
A LaserWriter Plus foi uma impressora a laser fabricada e vendida pela Apple. É mecanicamente idêntica à antecessora LaserWriter, apenas adicionando sete fontes: ITC Avant Garde, ITC Bookman, New Century Schoolbook, Palatino, ITC Zapf Dingbats, ITC Zapf Chancery e Helvetica Narrow, uma variante da Helvetica.